# Національний театр Македонії
Національний театр Македонії — театр у Скоп'є. Найстаріший театр у Північній Македонії

## Історія театру[1]
Засновниками театру є Йордан Хаджі Константинов-Джінот, драматург, діяч відродження і педагог, Войдан Чернодринскі, драматург, актор і режисер, а також актори Петре Прличко і Дімче Трайковскі. Зі своїми мандрівними трупами та групами вони створюють театр під відкритим небом, у барах, муніципальних будівлях та різноманітних імпровізованих просторах. Здебільшого грали комедії, які піднімали настрій глядачам, та короткі вистави, скетчі та інсценізації романів та оповідань. Вистави були прості й бідні за обстановкою, але значні за творчою діяльністю, репертуаром македонською мовою і македонською тематикою, а через це й процесом визволення народу й країни.
Національний театр у Скоп'є заснований у 1913 році відомим сербським коміком Браніславом Нушичем. Він був сформований у так званому Турецькому театрі, також званому Ada Cafe, побудованому в 1906 році, який Нушич адаптував у перший театр у Скоп'є в 1913 році та відкрив 27 грудня того ж року. На жаль, уже через сорок днів театр згорів дотла.
Після пожежі Нушич всього за три місяці будує так звану Театральну арену. Ця незграбна споруда служила Скоп'є з травня 1914 року до 15 липня 1915 року, коли міська адміністрація вирішила її знести, вважаючи, що Старий театр буде зайнятий до початку сезону, але воєнні події того часу завадили цьому плану. Незважаючи на те, що театр не маючи відповідної будівлі, умов для роботи та невеликого акторського складу, працює дуже активно. Вистави, за винятком дуже рідкісних винятків, йдуть сербською мовою, офіційною мовою країни на той час, тобто до 1940 року. Ставляться пропагандистські п'єси, п'єси зі співом і стріляниною, легкі комедії - щоб задовольнити інтереси та смаки ширшої аудиторії, а також ставляться п'єси за творами іноземних авторів.
У січні 1919 року Нушич переніс вистави в кафе «Зрінскі», тому що Скоп'є, на той момент спустошене війною, не мало відповідного театрального приміщення. Влітку того ж року була побудована друга Арена (знову Нушичем і знову за три місяці). Цей театр організаційно і технічно модернізується; репертуар спрямований на народницькі, розважальні, пропагандистські та банальні шоу; наймаються запрошені режисери з Сербії; формується невеликий балетно-оперний ансамбль; створюється дитяча сцена і починаються гастролі по всій Македонії. Ставляться твори сербської драматичної літератури, а також твори зарубіжної літератури (класичні та реалістичні драми).
16 жовтня 1927 року в Скоп'є офіційно відкрили нову будівлю перейменованого Національного театру Короля Олекесандра І. Цей театр активно діяв до 1941 року. Його найуспішніший період був між 1935 і 1941 роками, коли ним керував Велимир Живойнович-Масука, письменник, поет, драматург, відомий театральний рецензент і режисер. В епоху Живойновича та драматурга Слободана Йована розвинулась македонська побутова драматургія та всі ключові п’єси так званої «друга хвиля піднесення» – «Печалбарі» Антона Панова (1936), Чорбадзі Теодос Василь Ільоскі (1937), "Гроші вбивають" (1937) та «Антика» Рісто Крле (1940).
Зі зміною уряду також змінюється політика та діяльність театрів. Театр у Скоп'є підпадає під болгарську адміністрацію і перейменовується на Національний театр  Скоп'є. Він працює з 1941 по 1944 рік, грають болгарською мовою. Ставляться п'єси болгарських авторів. Репертуар мав на меті зміцнення болгарської політики та національної свідомості, а також її естетичних критеріїв. Вистави ставлять болгарські режисери, сценографи та художники по костюмах.
У період між 1941 і 1944 роками в партизанському театрі працювала група македонських акторів, режисерів і художників. Деякі з них Петре Прлічко, Ілля Джувалековський, Ілля Мілчін, Тома Владимирскі, Василій Попович-Ціцо та інші. В основному театр є пропагандистсько-політичним і заснований на програмі, що складається з концертів, імпровізації та скетчів, які переросли в одноактні вистави. Теми, які найчастіше обговорювалися, безпосередньо пов’язані з тим часом — партизанським чи освітянським. З огляду на умови та військові обставини, в яких вони працюють, одноактні вистави ставилися на імпровізованих спорудах у будь-якому порожньому місці, з простим декором, здебільшого лише столи та стільці.
Маючи за собою традицію мандрівних і муніципальних театрів і театрів на інших мовах, через аматорські міські театри, які почали свою діяльність відразу після звільнення, перші професійні театри македонською мовою почали створюватися в Македонії в середині 40-х років. Після звільнення вже сформовані македонські театральні актори продовжують активно займатися театром. Вони розташовані в різних муніципальних будівлях і установах, організовують і готують драматичні вистави, подорожують Македонією та розвивають і відновлюють театральне життя на новому рівні, з головним центром у Скоп'є. Таким чином вони заклали основи нещодавно створеного Македонського національного театру в Скоп’є, розпочавши нову еру. Він працює в єдиній на той час будівлі театру в місті, яка була побудована з ініціативи Браніслава Нушича — на лівому березі Вардар. Македонський національний театр був заснований 31 січня 1945 року Президією АСНОМ рішенням № 1. 581/45. Директором призначено Димитра Кьостарова, а секретарем – драматургом – Іллю Мільчина. Прем’єра першої п’єси відбулася 3 квітня 1945 року: п’єса «Платон Кречет» Олександра Корнейчука в постановці Дімітара Кьостарова та перекладі Блаже Конескі.
Театр після свого становлення та подальшого існування проходить різні періоди: створення та виховання ансамблю та глядачів, які братимуть участь у формуванні вистав, підтримання репертуару. З точки зору репертуару він також проходить через періоди становлення: фаза повторного відкриття македонських авторів і драматургії – Антона Панов, Рісто Крле, Василя Ільоскі та інші; інсценізація класичних творів; фаза творів сучасних американських авторів; підтримка та популяризація вітчизняних авторів, фаза соціальної та реалістичної тематики, психологічні та поетичні драми, сучасні та постмодерністські драми.
У травні 1947 року при театрі була заснована Опера. Найбільш плідним періодом діяльності Опери був 1948-1963 роки, коли було поставлено дві третини від загальної кількості реалізованих оперних прем'єр цього колективу. Репертуар того періоду базується на різних оперних жанрах, насамперед на творах італійської творчості ХІХ ст., у меншій кількості виконувалися виконання творів французької та німецької класики, а також твори сучасних композиторів.
У 1949 році при театрі був офіційно заснований балет. На початку представлені твори зарубіжних авторів. У 1953 році на сцені балету  була поставлена перша балетна вистава з національним призначенням «Македонська історія» на музику Глігора Смокварського в постановці видатного хореографа Дімітрія Парлича.

## Керівництво театру[2]
3 вересня 2018 року директоркою театру є Симона Угріновська.

## Співробітництво з театрами України
У 2021 році відбулося підписання Меморандуму про співробітництво між Київським академічним обласним музично-драматичним театром ім.Саксаганського та Національним театром Македонії.
1. ↑  Историја - НУ Македонски Народен Театар, Република Северна Македонија. mnt.mk (mk-mk) . Процитовано 28 березня 2023.
2. ↑  Управа - НУ Македонски Народен Театар, Република Северна Македонија. mnt.mk (mk-mk) . Процитовано 28 березня 2023.
3. ↑  У Північній Македонії підписали меморандум про співпрацю між театрами з Києва та Скоп’є. www.ukrinform.ua (укр.). Процитовано 29 березня 2023.
4. ↑  [UA/MK] 🇺🇦 Cьогодні відбулося підписання Меморандуму про співробітництво між Київський академічний обласний музично-драматичний театр ім.Саксаганського... | By Embassy of Ukraine in the Republic of North Macedonia | Facebook. www.facebook.com (укр.). Процитовано 29 березня 2023.